# Köneürgenç

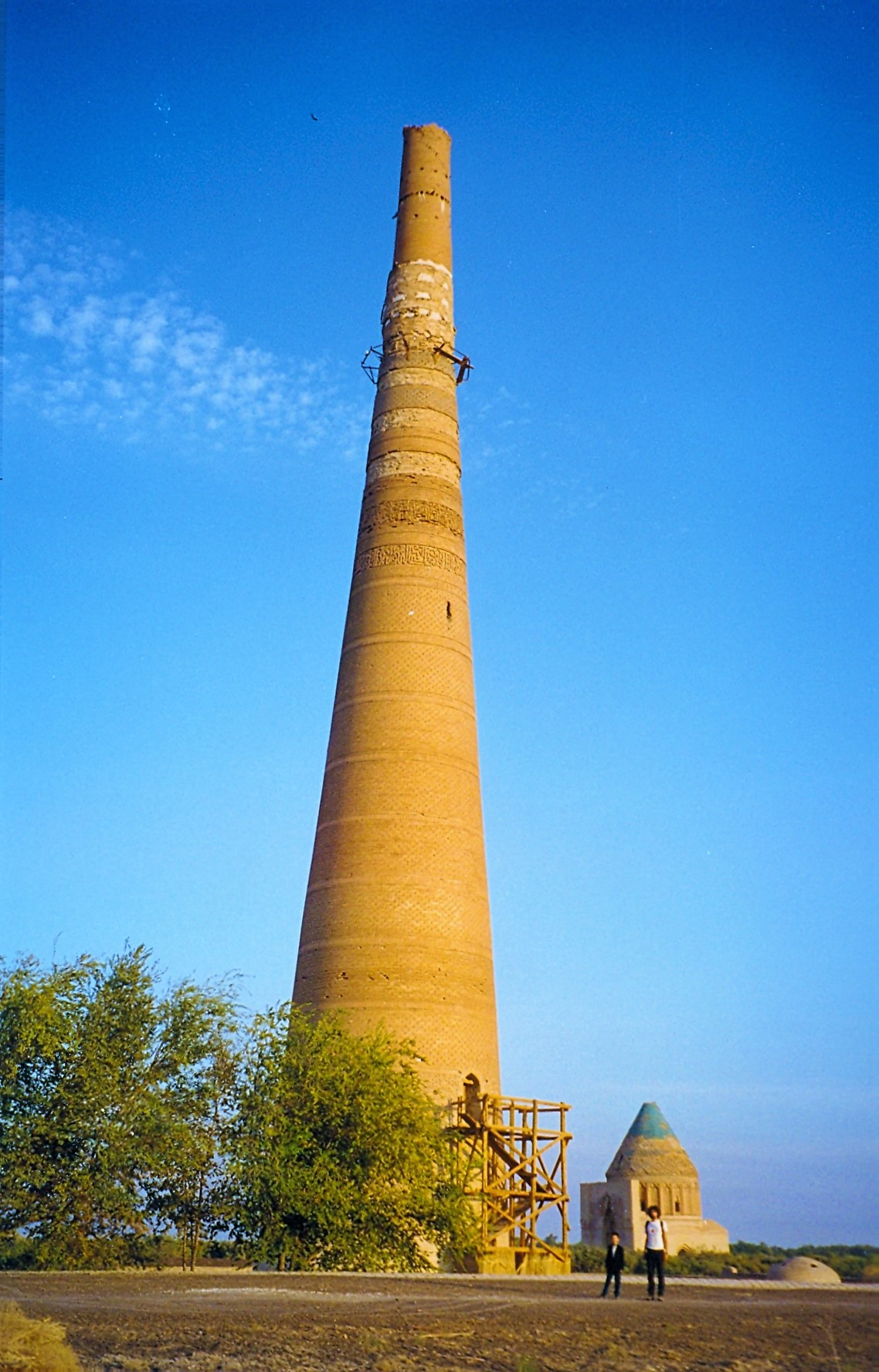
Minaret de Kutlung-Timur a les ruïnes de la ciutat de Konya-Urgenj

Köneürgenç, en turcman, o Konya-Urgenj, que significa Vella Urgenj és una antiga ciutat situada a l'actual Turkmenistan. En època de Tamerlà és esmentada com Urkunje o Ourkunje.  (en persa:  کهنه‌گرگانج , Kohna Gūrgānj; en rus: Куня́ Урге́нч, Kunià Urguentx; en turc: Köhne Ürgenç) 

## Història
Anomenada primer Gurganj, Urgenj fou el nom d'una regió històrica que formava la part sud de Coràsmia i de la ciutat que n'era el seu centre econòmic. Aquesta ciutat, durant molt temps capital de Coràsmia, estava situada a l'oest del curs inferior de l'Oxus (Amudarià).
La seva antiguitat és desconeguda. Claudi Ptolemeu situa el centre de la ciutat a la riba dreta de l'Oxus, el que correspon al palau reial excavat per Tolstov a Toprakkala, i a la capital coneguda més tard dels afrígides, sota el nom de Kath, o bé a Fir (Al-Fil). Apareix a la història quan fou conquerida pels àrabs el 712: Qutayba ibn Múslim, governador del Khorasan per compte del gran governador Al-Hajjaj ibn Yússuf, es va presentar a la regió el 712 (93 de l'hègira), cridat pel sobirà afrígida de Coràsmia, que havia fugit a Merv enderrocat pel seu germà Khurrazad ("nascut del Sol") al que no podia derrotar per recuperar el poder.
Per privar a la ciutat local de la seva importància, els àrabs van construir una vila a la part oposada del riu Oxus que seria Gurganj. Segons Al-Biruní, el sobirà de Coràsmia, Afrigh, va construir una gran fortalesa de nom Fil o Fir a la vora de la capital Khat o Kath, que fou minada pels canvis del curs del riu Oxus que finalment se la va emportar al segle x. Al-Biruní encara en va veure les restes, però la ciutat desapareguda devia ser Kath. Sembla que a aquesta nova ciutat de Gurganj hi residia d'ençà el segle viii un emir musulmà que exercia jurisdicció sobre el territori de Coràsmia que governaven els afrígides amb centre a Kath i dominava directament els territoris del sud i sud-oest de Coràsmia. Aquesta divisió de poders a Coràsmia es va mantenir dos segles i mig.
El 921 el xa de Coràsmia (no se'n coneix el nom) es va unir a la rebel·lió de l'emir samànida Layli ibn Numan, el que indicaria que Coràsmia ja estava sotmesa als samànides, i probablement també l'emir de Gurganj. El 944 Ibn al-Athir esmenta el xa Abd-Al·lah ibn Aixkam (que no figura a la llista de sobirans d'Al-Biruní), que es va revoltar contra el seu sobirà el samànida Nuh I ibn Nasr. Ibn Fadlan va visitar el país sota el regnat del xa Muhàmmad ibn Iraq i va rebre del sobirà el títol d'Al-Àmir al-Ajayl i sembla que l'autoritat samànida era molt llunyana.
Al mateix temps els emirs o governadors de Gurganj mantenien el seu domini sota probable sobirania dels samànides. La prosperitat de Gurganj derivava de ser via del comerç del sud de Rússia i Europa (la ruta de la Seda), i va portar a l'ascens de la dinastia local, els mamúnides. Kath també era pròspera com a mercat dels turcs del Turquestan, la Transoxiana i el país dels khàzars però va haver de ser abandonada per un dels freqüents canvis de curs del riu Amudarià i reconstruïda més a l'est.
Els mamúnides de Gurganj van prendre el poder a Coràsmia a finals del segle x. El 995 el sobirà de Gurganj va atacar Kath i va matar el darrer xa de la dinastia afrígida, Abu-Abd-Al·lah Muhàmmad, prenent llavors el títol de xas de Coràsmia. Gurganj va perdre la capitalitat en favor de Kath, però a partir del 1017 quan els gaznèvides van derrotar l'exèrcit mamúnida i van ocupar el territori establint-hi una dinastia local de governadors esclaus turcs, els altuntàshides, Kath va començar a perdre importància.
El 1041 Coràsmia fou ocupada pel yaghbu oghuz de Jand, Abu-l-Fawaris-Xah Malik, aliat de Masud I ben Mahmud (1030-1040, en el moment de la conquesta Masud ja havia mort). El 1042 Abul Fawaris fou expulsat pels seljúcides Toghril Beg I i Chagri Beg, que van dominar també Jand. El territori fou incorporat al soldanat oriental seljúcida de Chagri Beg, que hi va nomenar governadors i llavors Gurganj ja era la ciutat principal i capital oficial o de fet del país. En aquest temps la ciutat tenia quatre portes i un gran palau prop de Bab al-Hujjaj, al costat d'una gran plaça utilitzada com a mercat; la ciutat la formaven dos parts, una interior i una exterior. Fou la capital dels anushtigínides entre els quals van destacar els xas de Coràsmia Atsiz ibn Muhammad ibn Anuixtigin i Alà-ad-Din Muhàmmad.
El 1204 Muhàmmad de Coràsmia va atacar Herat, però fou rebutjat pel sultà gúrida Muïzz-ad-Din Muhàmmad, i en la retirada aquest el va empaitar fins a la mateixa Coràsmia; Gurganj fou assetjada pels gúrides que van ser aturats per la inundació del país (obrint el dics dels canals de reg). Era considerada aleshores com una de les ciutats musulmanes més pròsperes. Yaqut ar-Rumí l'esmenta el 1216-1219. A l'abril de 1220 fou conquerida pels mongols, després d'un setge dirigit per Jotxi i Txagatai Khan, als que cap al final va anar a ajudar Ogodei. Tota la població fou massacrada excepte els artesans qualificats que foren enviats a Mongòlia. La ciutat fou destruïda fent passar per damunt de la població les aigües del riu Amudarià. Per substituir a la ciutat es va fundar uns deu anys després, el 1231, la ciutat d'Urgenj. El lloc on es va establir la nova ciutat, anomenat Petita Gurganj, era proper a una població anomenada Urgenj, però aquesta fou coneguda en endavant com a Kunya Urgenj o Vella Urgenj, mentre la novament fundada fou anomenada simplement Urgenj. Era propera a la futura capital Khivà. La Vella Urgenj podria ser molt antiga, ja que s'hi han trobat restes aquemènides.
S'hi van encunyar monedes durant l'Horda d'Or, amb el nom de Khwarezm, des del regnat de Möngke Temür (1267-1280) fins al de Pulad Khoja (1363-1367). L'esmenten alguns viatgers europeus i Carpini li diu Ornas, Benet de Polònia l'esmenta com Civitas Ornarum i alguns viatgers russos com Arnach o Ornach. Fou seu d'un bisbat sufragani del metropolità de Sultaniyeh, esmentat com a sedis Vemensis per Wadding que informa que el 1393 Antonio Pietro de Malliano va succeir a Bonifaci com a bisbe, quan el primer fou traslladat a Sultaniyya. La va visitar Ibn Batuta, que la descriu com a florent. El 1379 Urgendj, esmentada com a Khwarezm per Sharif al-Din, fou devastada per Tamerlà el 1388 després d'haver-se revoltat i va deportar la població a Samarcanda, però el 1391 va autoritzar la restauració d'un barri i de fet es van anar recuperant tots els antics barris i la ciutat va tornar a existir amb una notable prosperitat. Jenkinson hi va estar el 1557, i esmenta les seves muralles de terra, d'uns 6 km de circumferència, i edificis de terra la majoria en mal estat, amb un llarg mercat cobert al carrer; explica que en la recent guerra civil havia estat ocupada i perduda quatre vegades i hi havia pocs mercaders. El 1603 fou saquejada pels cosacs de l'Ural. La seva decadència final fou degut al canvi del curs de l'Oxus vers el 1625, quedant dessolada en poc temps. La seva decadència va afavorir a la ciutat no gaire llunyana de Khivà, llavors anomenada Khiwak, que existia des d'almenys el segle x, que havia anat creixent. Primer es va construir una nova Urgendj a 30 km de Khivà; l'antiga capital Kath havia quedat totalment despoblada i el kan Muhammad Anusha (1663-1674) en va construir una de nova a la riba esquerra de l'Amudarià, més avall de la nova Urgendj a tocar de Khiwak, que es va dir Khivà i fou la nova capital.
Glukhofski diu que Urgenj fou atacada al final del segle xvii pel kan calmuc Ayuka (al qual dona el nom d'Aëomka). Després la ciutat foren només unes ruïnes que va visitar Glukhofski el 1873, que diu que el minaret encara subsistia, així com les restes d'un palau amb volta i unes muralles decorades, i d'una bonica mesquita amb les tombes de notables locals.
La Vella Urgendj, al costat d'Urgendj, va subsistir i el 1831 fou poblada per turcmans que van utilitzar les ruïnes d'Urgendj com a cementiri; una nova ciutat es va desenvolupar cap al sud-est. Aquesta nova ciutat va quedar el 1925 dins l'Uzbekistan. Sota els soviètics Urgendj fou capital de l'oblast de Coràsmia a l'RSS de l'Uzbekistan. Tenia 76.000 habitants el 1970. El 1991 la ciutat dins l'Uzbekistan es va dir Urgench (rus: Ургенч, Urguentx; uzbek: Urganch; persa:  گرگانج , Gurganj) i el 1999 tenia una població de 139.100) com que és la capital de la província de Coràsmia. La que fou la Vella Urgendj va quedar dins el Turkmenistan, independent després del 1991, i es diu Konye-Urgench (rus: Куня́-Урге́нч, Kunià-Urguentx; turcman: Köneürgenç; del persa:  کهنه‌گرگانج , Kohna Gūrgānj), que és un municipi del Turkmenistan fronterer amb l'Uzbekistan, amb uns 30.000 habitants. El lloc està excavat i des de 2005 les ruïnes foren declarades Patrimoni de la Humanitat. La majoria dels antics edificis van caure i només es conserven tres mausoleus del segle xii i un altre del segle xiv (restaurat vers 1995); l'atracció principal és el minaret del segle xi, conegut com a minaret de Gutluk-Temir, de 60 metres, que és considerat el més alt que existia fins que es va construir el de Jam, que al seu torn fou sobrepassat pel minaret de Qutb el 1368. Més deteriorat hi ha el mausoleu d'Il-Arslan amb cúpula cònica de 12 cares, que és la tomba d'Il-Arslan Abul-Fath xa de Coràsmia (1156-1172); hi ha també una gran necròpolis medieval al nord.

## Galeria d'imatges

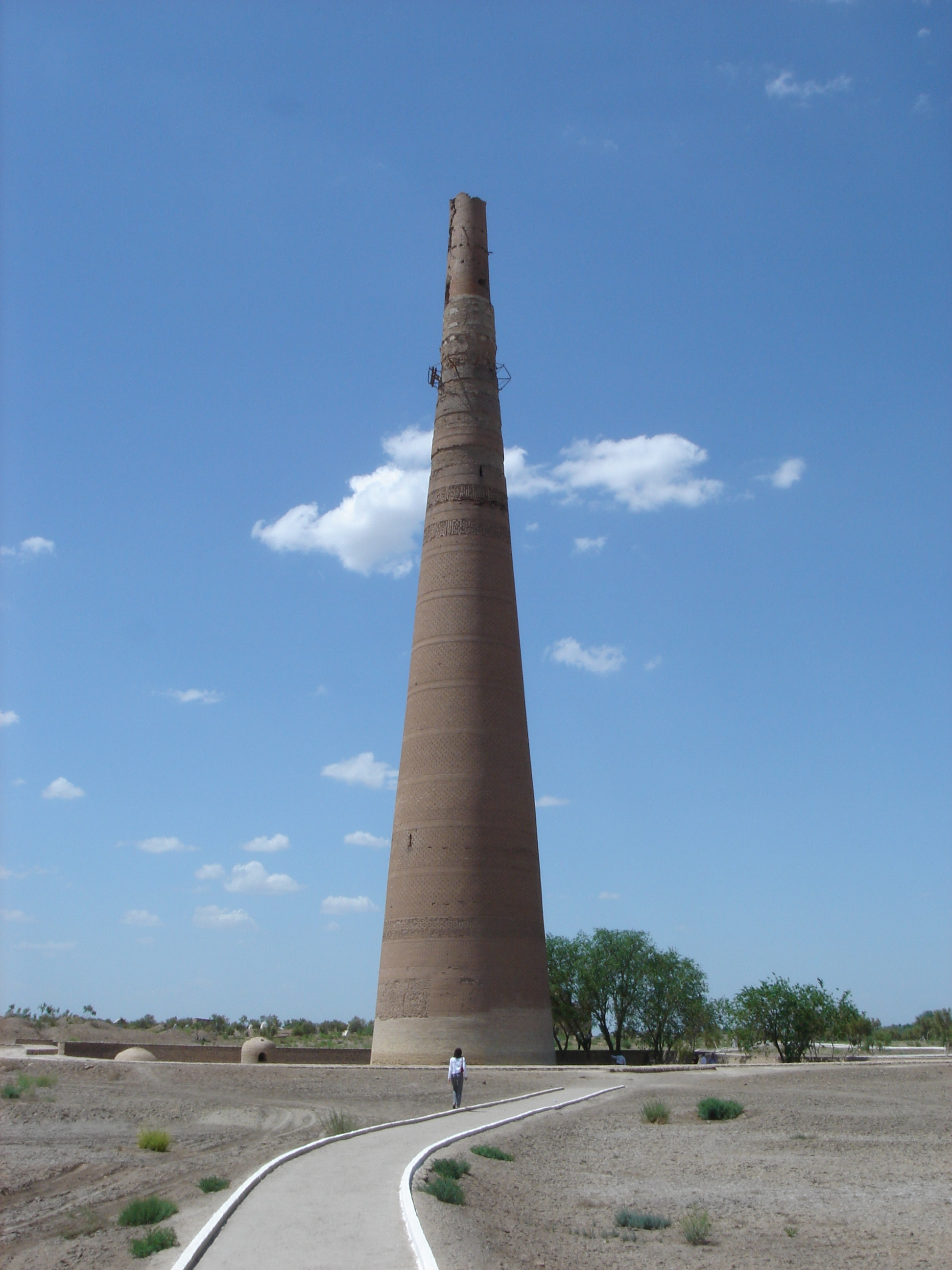
Minaret de Kutlug Timur
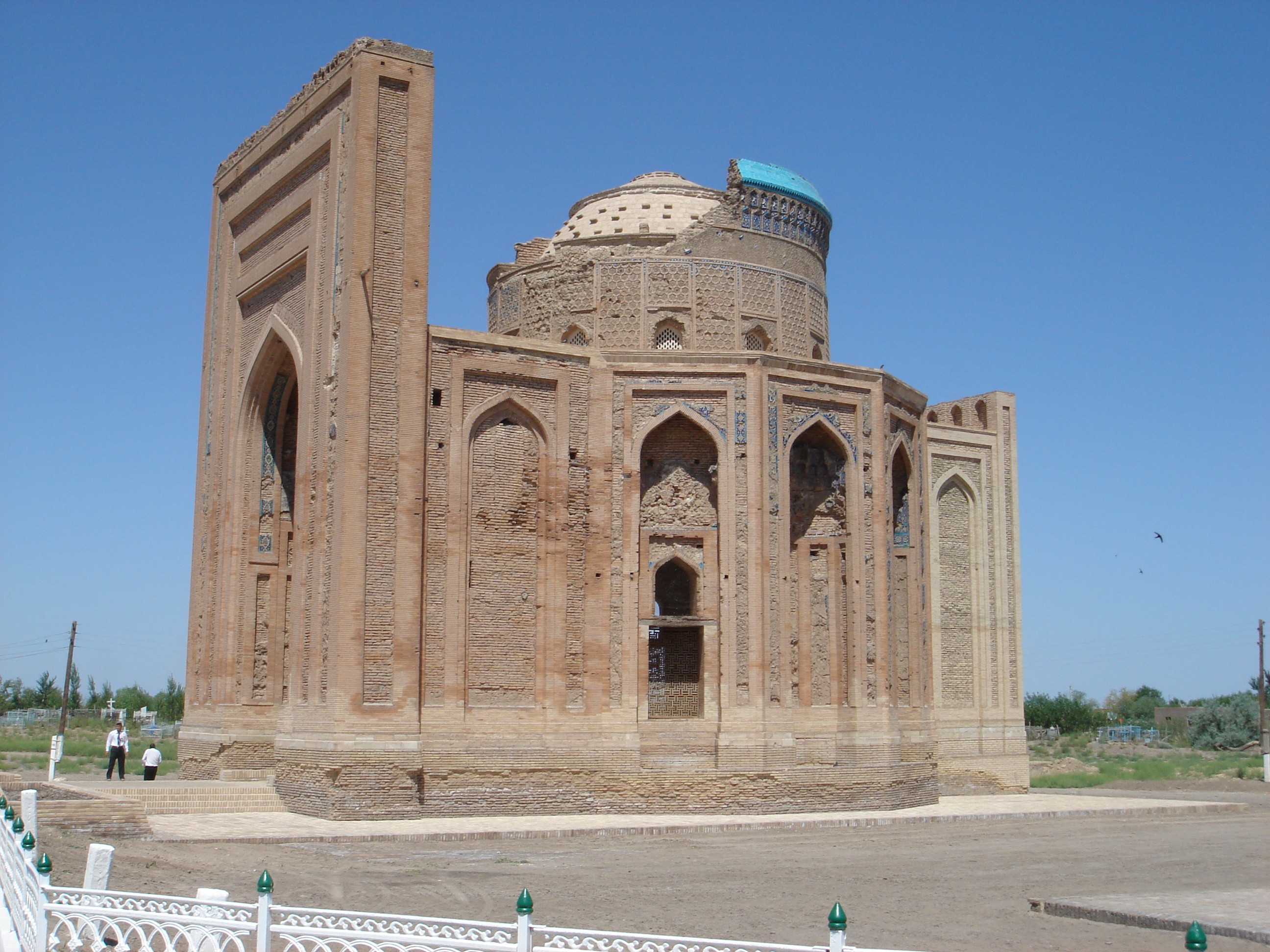
Turabek Khanum, vist des del sud
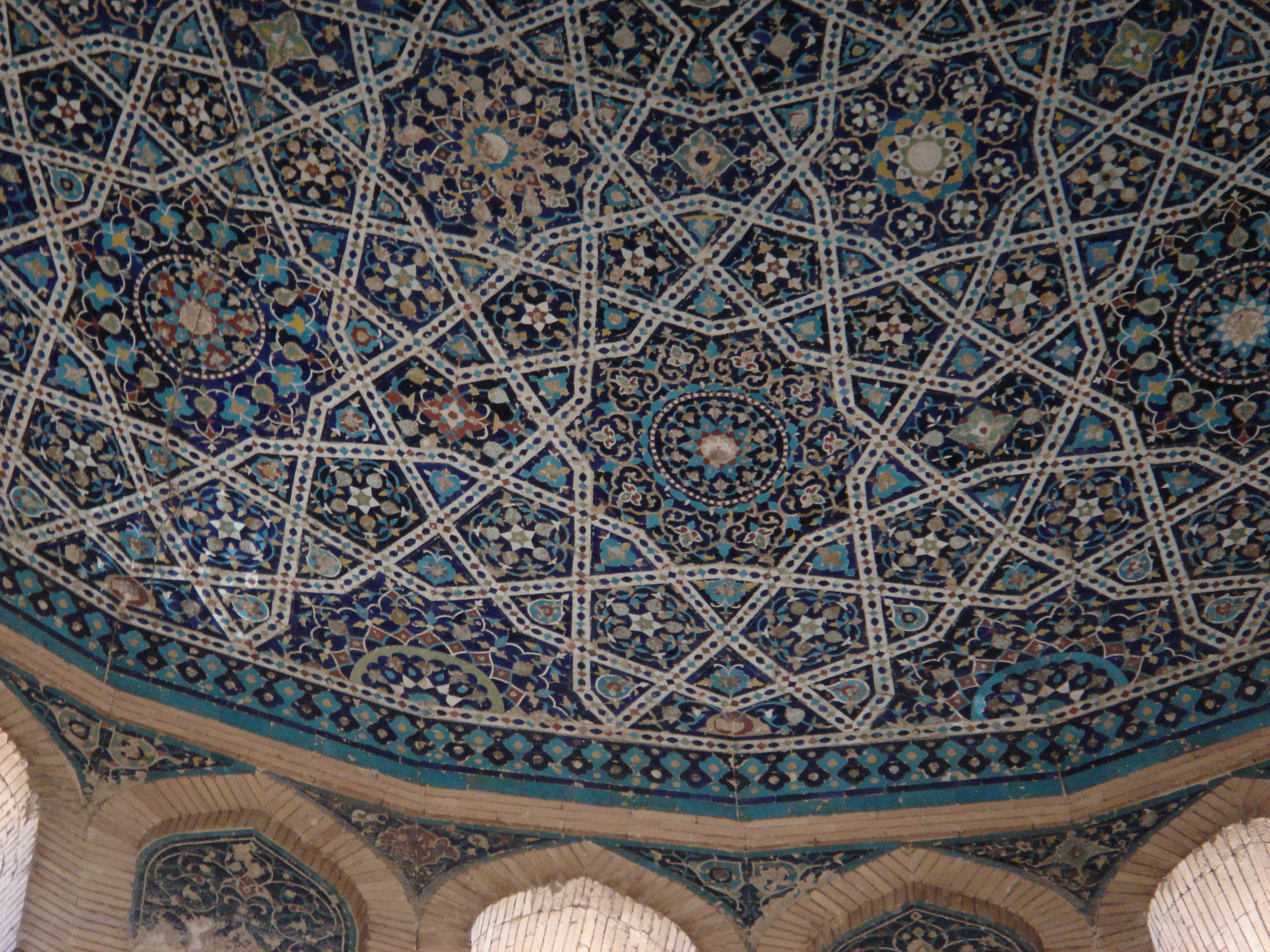
Mosaic a la cúpula del mausoleu Turabek Khanum
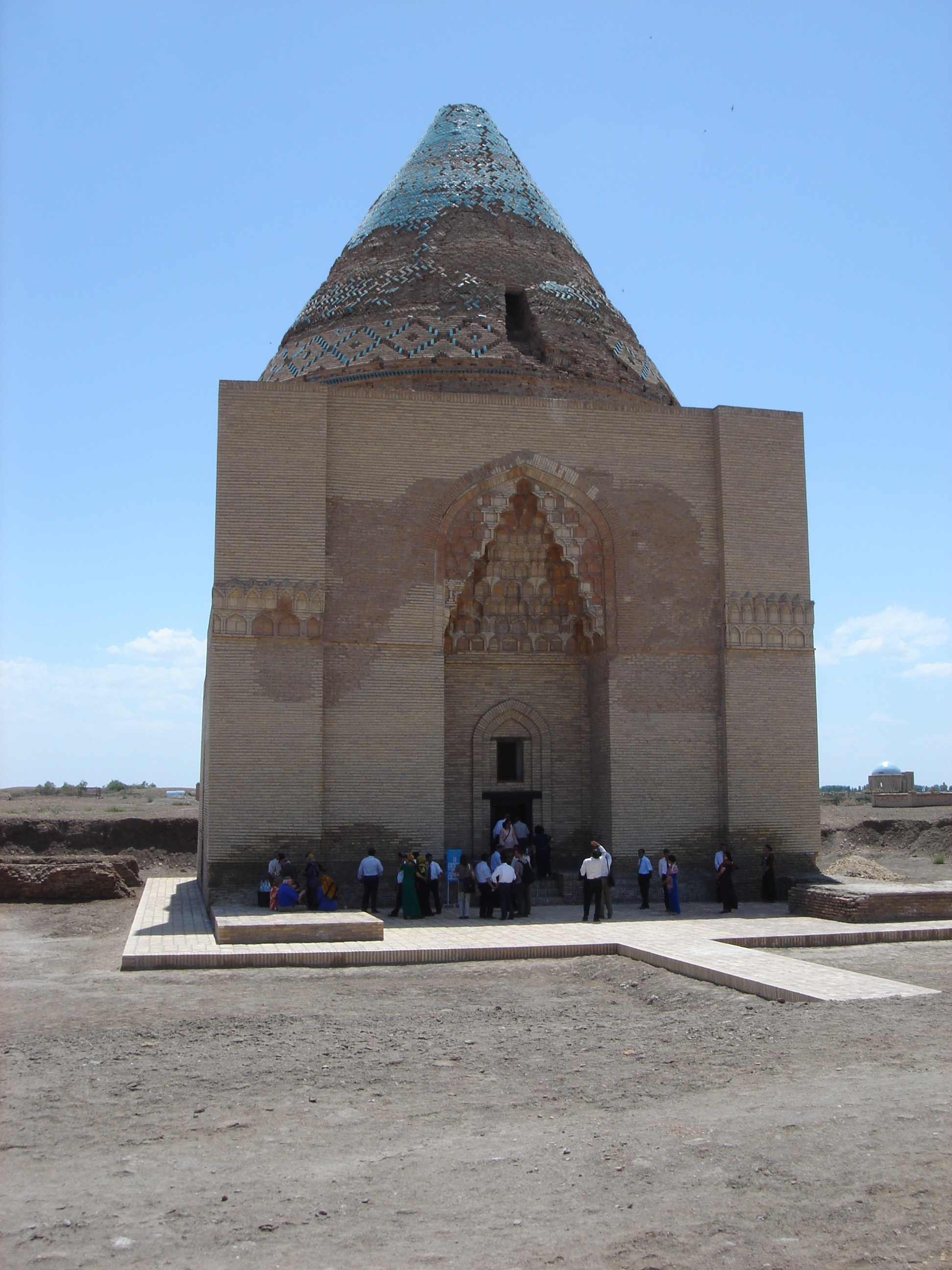
Mausoleu Tekesh
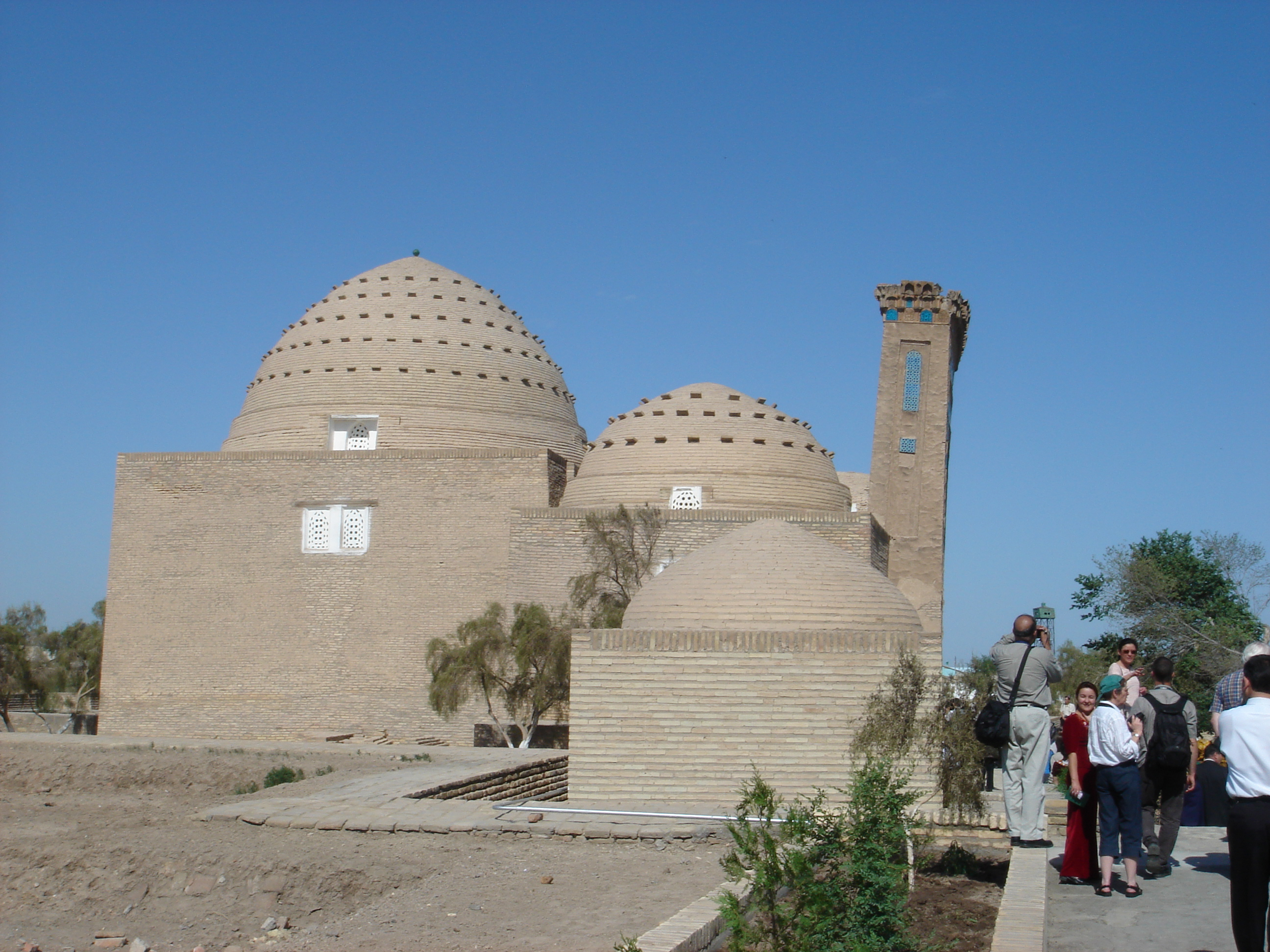
Najm ad-Din al-Kubra
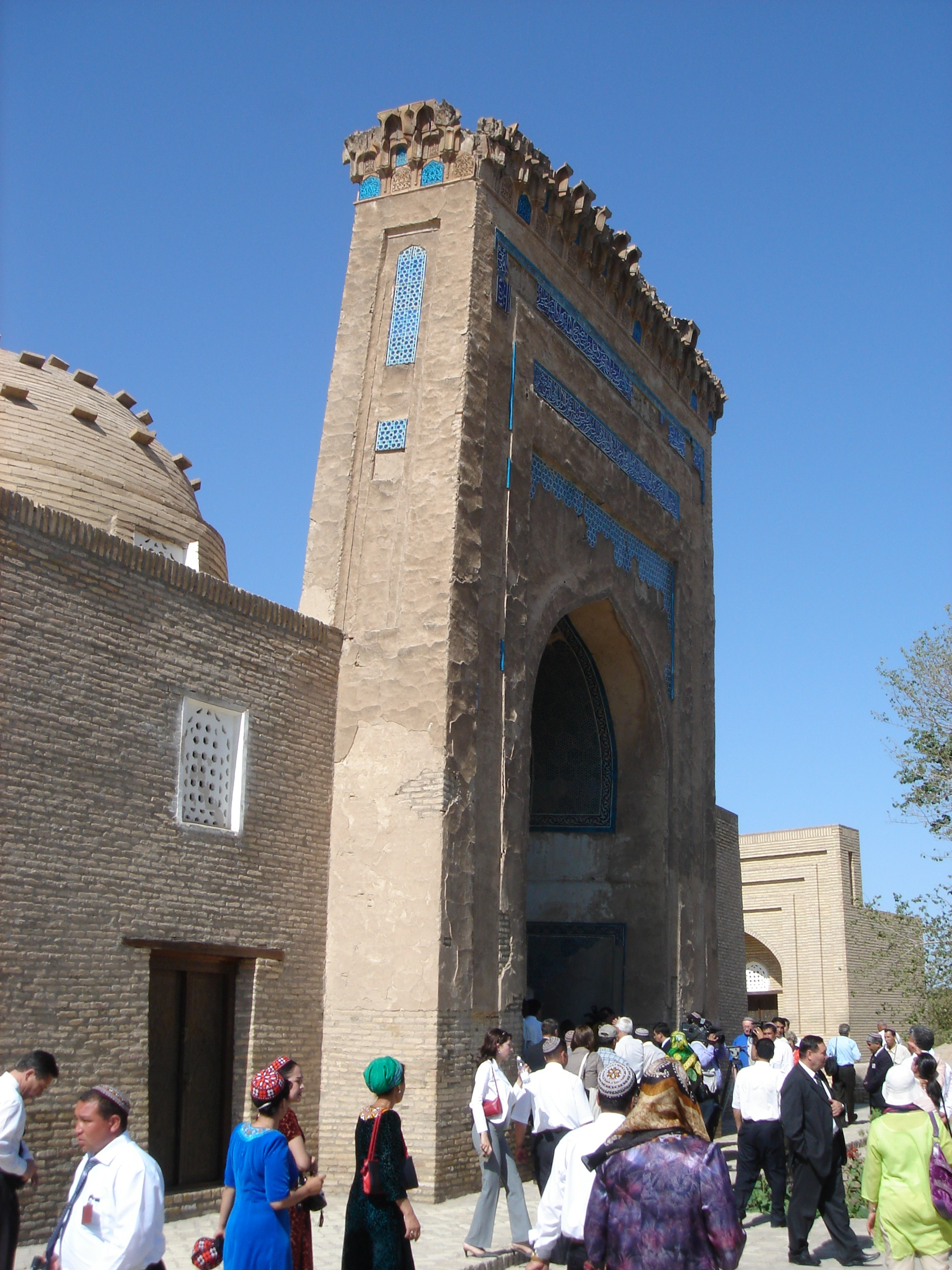
Portal del mausoleu Najm ad-Din al-Kubra
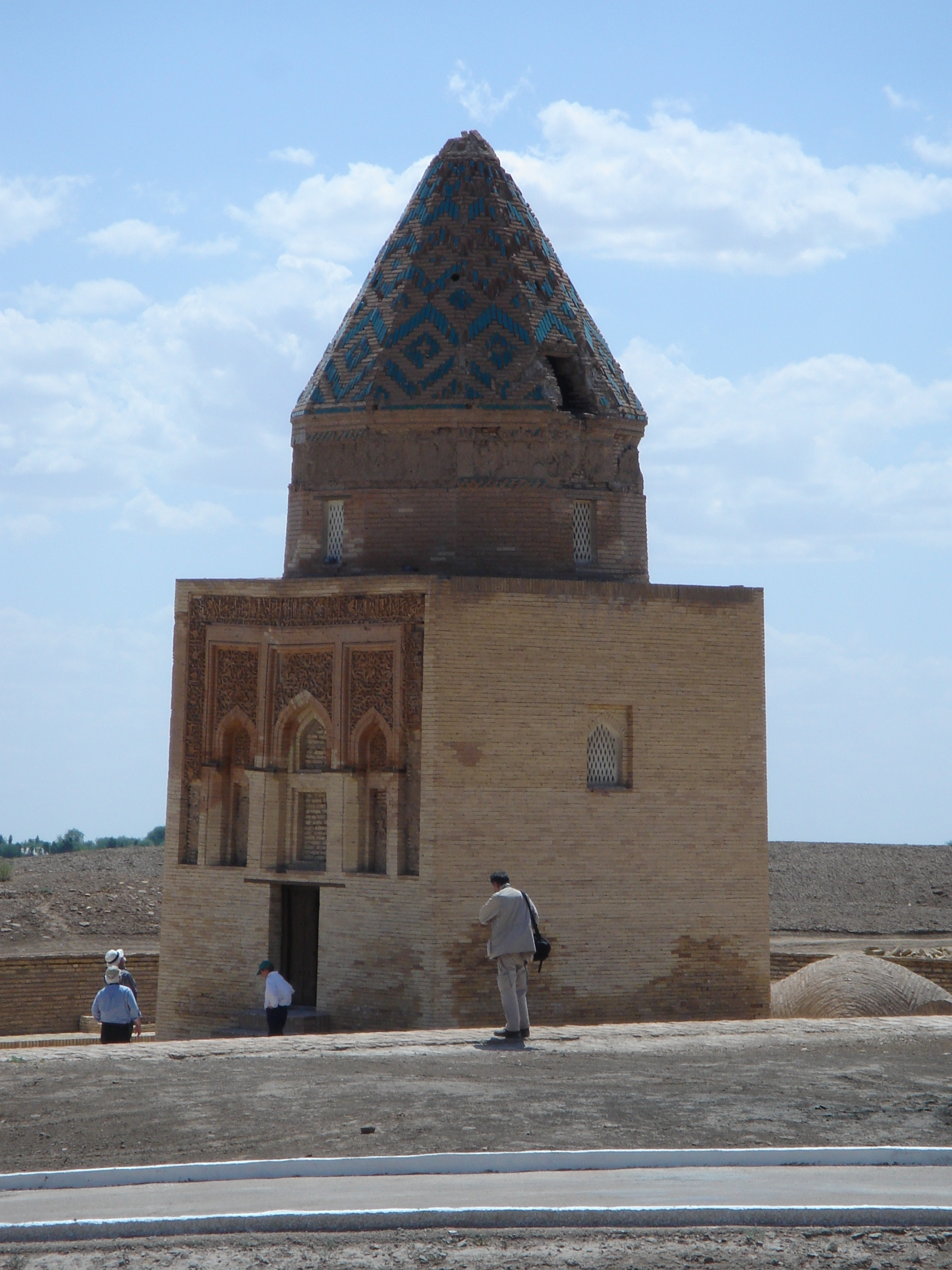
Mausoleu Arslan
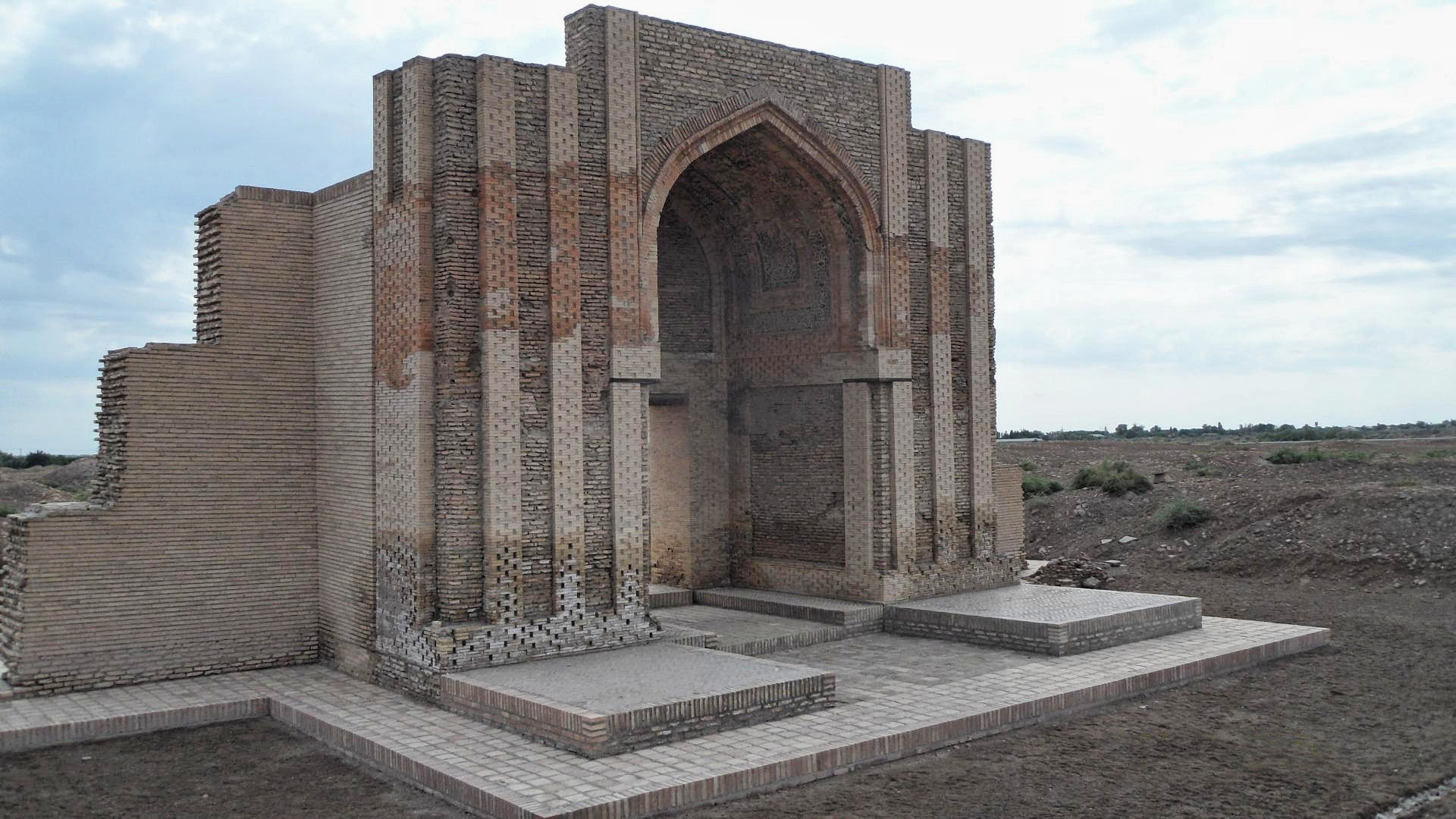
Mausoleu Karawanserei